# Maria Duce
Il Maria Duce ė stata un'organizzazione integralista e ultratradizionalista di inspirazione cattolica irlandese, che venne fondata nel 1945 da Don Denis Fahey.

## Caratteristiche

### Dottrina cattolica
L'obiettivo principale del gruppo era quello di incorporare la dottrina cattolica nella struttura giuridica dello stato irlandese, compreso il riconoscimento della Chiesa cattolica come chiesa nazionale d'Irlanda. Quest'ultimo passo nel 1937 era stato contemplato durante la stesura della Costituzione dell'Irlanda, ma alla fine questa idea fu respinta a causa della presenza di una minoranza protestante relativamente grande.

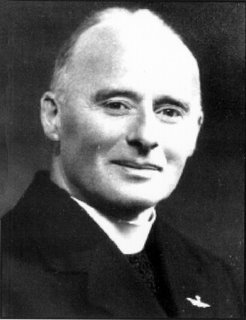
Fotografia di Denis Fahey

### Anti-comunismo
Come il suo fondatore, Maria Duce era dichiaratamente anticomunista. Durante la loro attività il gruppo attuò una campagna contro gli attori Danny Kaye e Gregory Peck, entrambi accusati di essere comunisti.

## Membri
Sebbene si stimi che i membri del Maria Duce non abbiano superato mai i 100, il diario mensile dell'organizzazione godette di una diffusione abbastanza ampia tra la fine degli anni '40 e l'inizio degli anni '50. Il movimento non fu incoraggiato dai vescovi irlandesi, che invece videro il suo estremismo con sospetto e desiderarono non associarsi.

### Membri importanti
John Ryan, redattore di lunga data del The Irish Catholic Newspaper, è stato per un certo periodo il segretario del Maria Duce. 
Il membro dell'IRA Sean South (ucciso negli anni '50) fondò una filiale locale del Maria Duce a Limerick.